# Bosc Comunal de Saorra
El Bosc Comunal de Saorra és un bosc públic del terme comunal de Saorra, a la comarca del Conflent, de la Catalunya del Nord.
És un bosc de 0,73 km², situat en el racó de l'extrem sud-est del terme de Saorra, tocant el termenal amb Pi de Conflent, al sud, i amb Castell de Vernet, a l'est. És al sud del Coll de Jou.
El bosc està sotmès a una explotació gestionada per la comuna de Vernet, atès que es bosc és propietat comunal. Té el codi F16261K dins de l'ONF (Office national des forêts).